# Дрибин
Дри́бин (біл. Дрыбін) — селище міського типу в Могильовській області Білорусі. Адміністративний центр Дрибинського району.
Населення селища становить 3,1 тис. осіб (2006).
| Білорусь | Це незавершена стаття з географії Білорусі. Ви можете допомогти проєкту, виправивши або дописавши її. |